# UFO 로보 그랜다이저
UFO 로보 그랜다이저(ＵＦＯロボ グレンダイザー) 또는 그랜다이저는 일본 애니메이션 TV 시리즈이자 만화로 나가이 고가 제작했다. 마징가 시리즈의 세 번째 작품이며 나중에 스핀오프 시리즈로 강등된다. 도에이동화와 다이내믹 플래닝(Dynamic Planning)이 제작한 이 시리즈는 카츠마타 토모하루가 감독을, 우에하라 쇼조가 각본을 맡았다. 1975년 10월 5일부터 1977년 2월 27일까지 후지 TV에서 방영되었다. 오리지널 애니메이션 시리즈의 리부트 작품 그랜다이저 U(グレンダイザーＵ) 2024년에 방영될 예정이다.